# Renault Wind
Pour les articles homonymes, voir Wind.
La Renault Wind est une automobile biplace fabriquée en Slovénie (usine de Novo Mesto) par le constructeur français Renault. Le nom de « Wind » était déjà apparu sur un concept car présenté sur le stand Renault au salon international de l'automobile de Genève 2004 et resté sans suite. Seul le nom est repris pour baptiser ce petit coupé-roadster dévoilé six ans plus tard au salon international de l'automobile de Genève 2010 et entré en production en 2010.

## Présentation

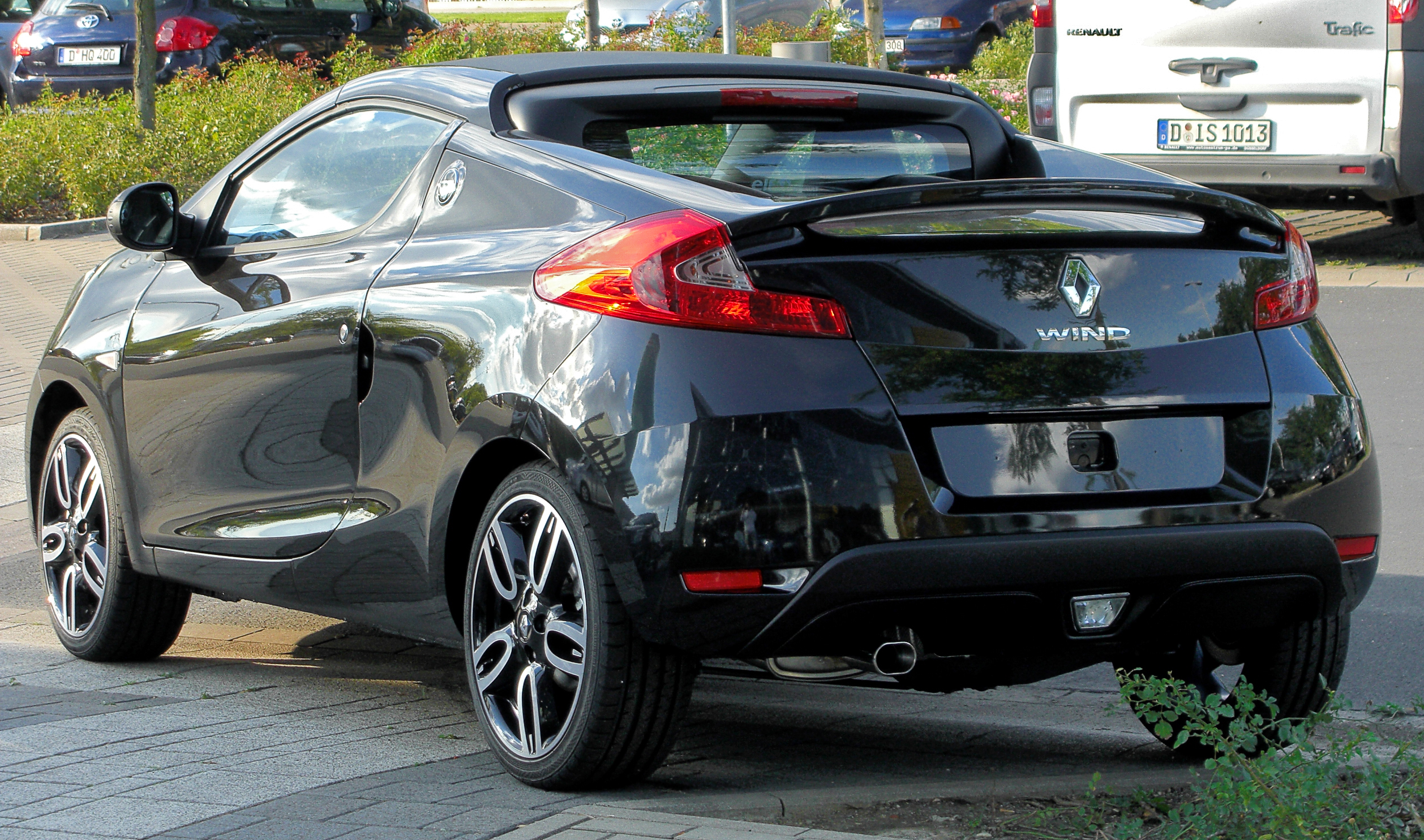
Renault Wind Exception.

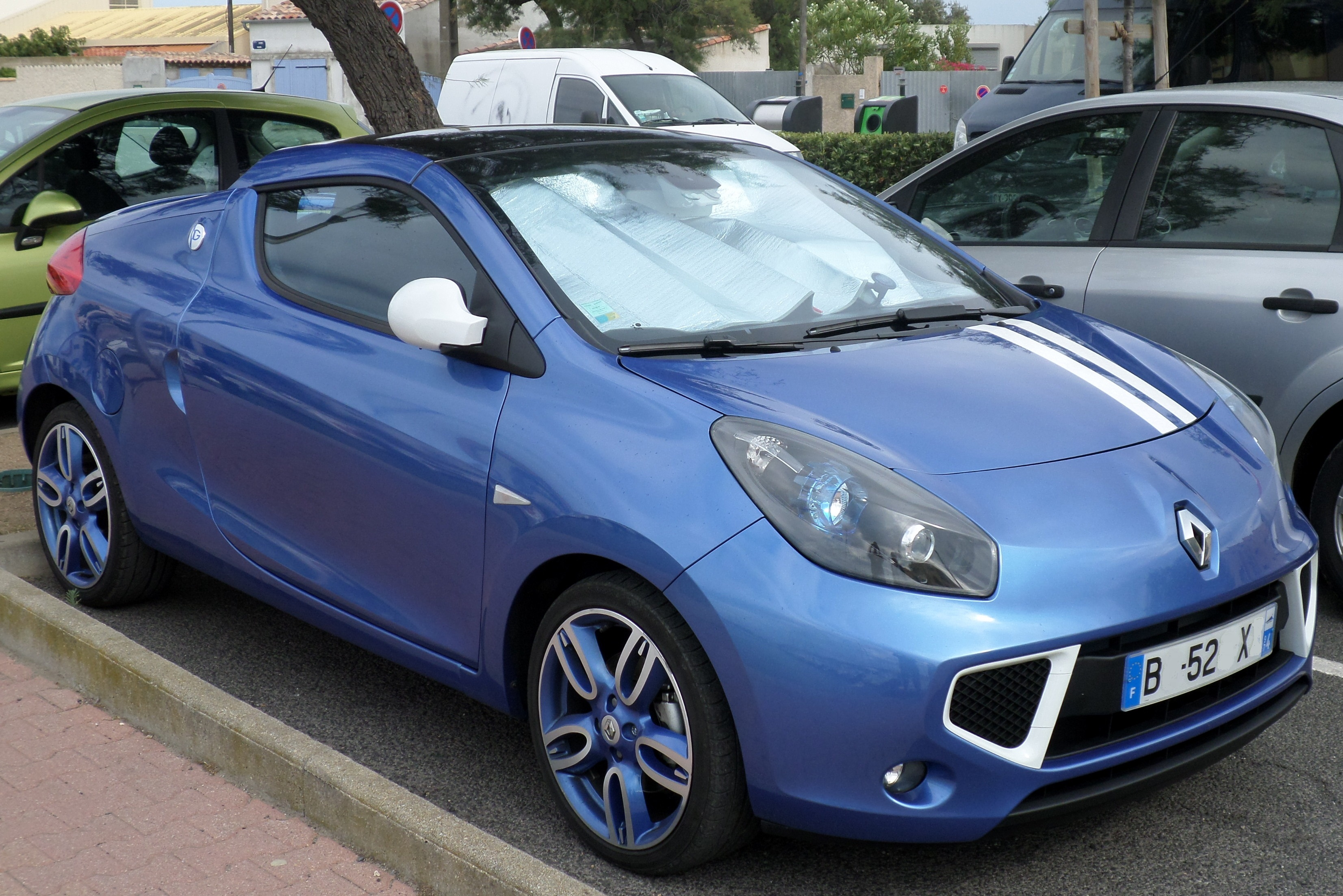
Renault Wind Gordini.

La Renault Wind est un petit coupé-découvrable à deux places conçu par la filiale Renault Sport Technologies. Il repose sur une base de Twingo II, elle-même dérivée de la Clio II. Les trains roulants sont ceux de la Twingo RS. La version 1.6 L partage aussi son moteur et sa boîte de vitesses avec cette dernière.
Les performances globales sont un peu en retrait car la Wind 1.6 l est plus lourde, à cause de son toit rétractable et des renforts. La Twingo RS pèse 1 050 kg à vide en ordre de marche (avec tous les liquides dont le carburant), et la Wind 1.6 l, 1 173 kg.
Son originalité est son toit rigide amovible qui s'escamote électriquement en 12 s sous le capot du coffre, lequel s'ouvre puis se referme sur lui — par rotation sur un axe pivotant à 180° (système original vu également sur la Ferrari 575 Superamerica). Ce système a aussi l'avantage de ne pas empiéter sur le volume du coffre.

## Motorisations
- 1.2 TCe 100[3]. 1 149 cm3, turbo, 100 ch à 5 500 tr/min (6 CV).
De 0 à 100 : 10,5 s. Vitesse maxi : 190 km/h.
- 1.6 16v 133. 1 598 cm3, 16 soupapes, 133 ch à 6 750 tr/min (8 CV).
De 0 à 100 : 9,2 s. Vitesse maxi : 201 km/h.

Ces moteurs sont fabriqués dans l'usine de la Française de mécanique située à Douvrin (France) puis expédiés en Slovénie pour l'assemblage final des véhicules.

## Versions
- Dynamique : régulateur/limitateur de vitesse, climatisation manuelle, vitres électriques, fermeture centralisée, ABS et airbag. Jantes de 16 pouces (17 pouces pour les autres versions). Seule la motorisation 1.2 TCe 100 est proposée pour cette version (les deux motorisations étant au choix pour les autres versions).
- Exception : finition Dynamique plus contrôle de trajectoire ESP, climatisation régulée, allumage automatique des feux et capteur de pluie, système autoradio plus sophistiqué.
- Collection : finition Exception plus sièges cuir chauffants, dragonnes de portières et casquette des compteurs rouges. Version numérotée limitée à 300 exemplaires (plaque dans l'habitacle) uniquement en blanc glacier ou noir nacré.
- Nigth and Day : finition Collection mais vendue uniquement dans les autres pays d'Europe et pas en France.
- Gordini : finition Exception plus peinture spécifique bleu Malte (et non pas bleu de France comme l'étaient les voitures de course Gordini des années 1950 et les célèbres R8 Gordini  et R12 Gordini),  plus décoration extérieure et intérieure spécifique Gordini. Version numérotée (plaque dans d'habitacle). Il était également possible de l'acquérir en blanc glacier et en noir nacré, les célèbres bandes Gordini étaient présentes par défaut, une option était présente afin de les faire enlever.

## Évolution
- Campagne de lancement publicitaire annonçant la clientèle ciblée avec les phrases suivantes : « Avez-vous une âme de célibataire ? »,  « On a tous une âme de célibataire ! ».
- Version Gordini apparue un an plus tard en 2011 et disponible, elle aussi, dans les deux motorisations. Elle n'apportait pas de modification moteur contrairement aux modèles Gordini historiques chez Renault.

## Carrière
La Wind constitue un échec commercial pour Renault avec seulement 14 370 exemplaires vendus, uniquement sur le marché européen 6 388 exemplaires en 2010, 6 816 en 2011, 921 en 2012 et 245 en 2013, dont 5 053 vendus en France. La production s'est arrêtée fin 2012, les exemplaires vendus en 2013 étant des voitures en stock.
Selon une étude de marché effectuée en Europe par Renault avant le lancement de la Wind, le marché de niche des petits cabriolets (convertibles) du segment B — toutes marques confondues — était estimé annuellement entre 75 000 et 140 000 voitures suivant la situation économique et les modèles plus ou moins attrayants proposés,.
Désormais assez recherchée en occasion, la Renault Wind est perçue comme un véhicule plaisir, accessible et fiable.
Le Renault Wind Club France, un club automobile réunissant des passionnés du modèle, a été fondé en 2018.